# 平胡克 (阿拉巴馬州)
平胡克（英語：Pin Hook）是一個位於美國阿拉巴馬州馬倫戈縣的非建制地區。該地的面積和人口皆未知。

## 地理
平胡克的座標為32°21′27.5″N 87°52′18″W / 32.357639°N 87.87167°W，而該地的平均海拔高度為76米（即249英尺）。